# Haftom Welday
Haftom Welday (* 13. März 1990) ist ein deutscher Marathonläufer äthiopischer Herkunft.

## Leben
2014 floh er aus Tigray nach Deutschland. Zunächst wohnte er in Pattensen, wo er mit dem Laufsport begann. Ende 2021 zog er mit seiner Frau und seinen drei Kindern nach Hamburg, im September 2022 wurde er eingebürgert.
Beim Berlin-Marathon 2022 lief er in persönlicher Bestzeit von 2:09:06 h als bester Deutscher auf den elften Platz. Sein Ziel ist die Olympiateilnahme 2024. Haftom Welday gehört seit dem 1. November 2022 dem DLV-Bundeskader an. Bei den Weltmeisterschaften 2023 in Budapest ging er erstmals für Deutschland an den Start und lief auf den 15. Platz.
Im Dezember 2023 verbesserte Welday beim Valencia-Marathon seine Bestzeit auf 2:08:24 h. Damit belegte er in der Ewigen deutschen Bestenliste im Marathonlauf der Männer den vierten Platz.

## Belege
1. 1 2  NDR: Per Zufall zum Marathoni: Hafton Welday träumt von Olympia. Abgerufen am 25. September 2022.
2. 1 2 3  Kenianer Eliud Kipchoge läuft Marathon-Weltrekord in Berlin. In: Der Spiegel. 25. September 2022, ISSN 2195-1349 (spiegel.de [abgerufen am 25. September 2022]).
3. ↑  ABradley: Es ist vollbracht | Haftom Welday. Abgerufen am 25. September 2022 (deutsch).
4. 1 2  sportschau.de: Weltrekord bei Berlin-Marathon: Kipchoge setzt Marathon-Meilenstein in Berlin. Abgerufen am 25. September 2022.
5. ↑  DLV-Bundeskaderliste 2022/23. In: www.leichtathletik.de. Deutscher Leichtathletik-Verband, 1. November 2022, abgerufen am 9. November 2022.
6. ↑  WM Tag 9 / Marathon-Gold für Uganda, Haftom Welday überzeugt auf Platz 15. In: Leichtathletik.de. Deutscher Leichtathletik-Verband, 27. August 2023, abgerufen am 13. September 2023.
7. ↑  Valencia-Marathon 2023 In: leichtathletik.de

| Personendaten    | Personendaten                                  |
| ---------------- | ---------------------------------------------- |
| NAME             | Welday, Haftom                                 |
| KURZBESCHREIBUNG | deutscher Marathonläufer äthiopischer Herkunft |
| GEBURTSDATUM     | 13. März 1990                                  |